# Mitcheldean
Mitcheldean est une petite ville anglaise située dans le district de Forest of Dean et le comté du Gloucestershire.
Elle est située à l'est de la forêt de Dean, dans une région boisée, et est traversée par l'A4136.

## Économie
C'était autrefois un centre de l'industrie brassicole. La première brasserie, maintenant connue sous le nom de Mews, est aujourd'hui occupée par plusieurs entreprises locales.
Aux abords du village, un grand parc d'affaires qui comprend Xerox, l'un des plus gros employeurs de la forêt de Dean, s'est établi.

## Monuments
La ville possède plusieurs maisons à colombages et une église médiévale.